# Acacia tetanophylla
Acacia tetanophylla é uma espécie de leguminosa do gênero Acacia, pertencente à família Fabaceae.